# Athysanella aridella
Athysanella aridella är en insektsart som beskrevs av Henry Fairfield Osborn 1930. Athysanella aridella ingår i släktet Athysanella och familjen dvärgstritar. Inga underarter finns listade i Catalogue of Life.